# Hausruck
Le Hausruck est une chaîne de collines préalpine en Autriche, qui a donné son nom au Hausruckviertel, l'une des quatre régions de la Haute-Autriche. Le point culminant est le Göblberg, à 801 m d'altitude. Au sud-ouest se trouve le Kobernaußerwald.

## Géographie

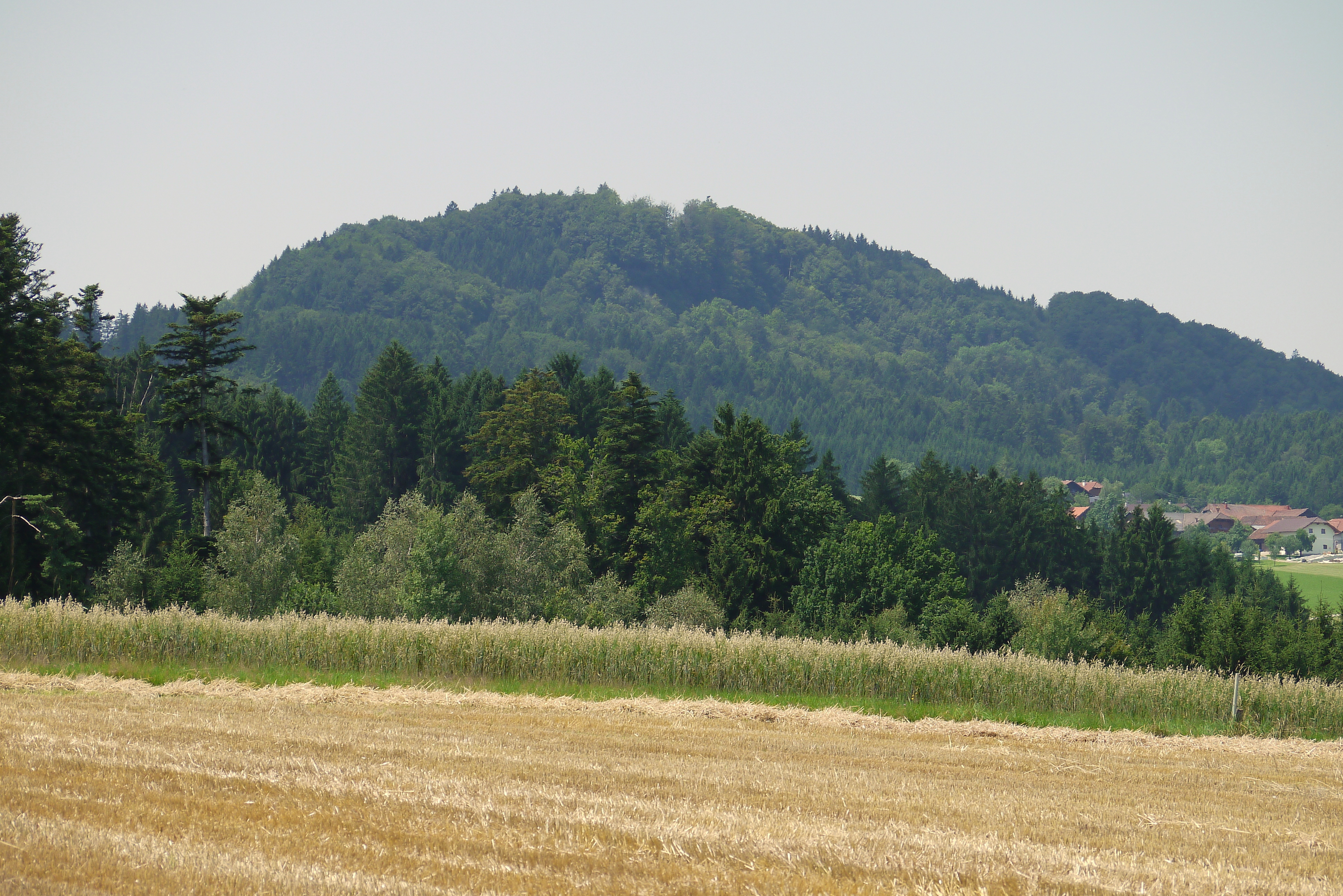
Le Hobelsberg à la frontière du Kobernaußerwald

Le Hausruck est une chaîne de collines d'environ 30 km de long densément boisée qui est principalement composée de marnes et de grès. Du lignite a également été trouvé, dont l'extraction, comme à Ampflang, a commencé en 1995. Il y a aussi de petites découvertes de pétrole et de gaz naturel, comme près de Puchkirchen am Trattberg.
De nombreuses rivières prennent leur source dans les collines, dont l'Antiesen, affluent de l'Inn, et l'Innbach, affluent du Danube.